# Међународнa смотра фолклора у Врању
Међународнa смотра фолклора у Врању је манифестација која се одржава у оквиру манифестације Дани Врања. Сваке године у Врању наступају ансамбли из разних земаља, где посетиоци могу да виде најразличитије игре и ношње. Организатор манифестације је Фолклорни ансамбл Севдах из Врања.
Фолклорне групе данас на најбољи начин чувају културно наслеђе једног народа, његову музичку традицију, а кроз музику, и читаву филозофију живљења једног поднебља. Зато је увек прворазредни културни догађај гледати наступ људи који негују традиције свог народа, а посебно када се ради о традицији нама ближих или даљих народа, као што је то случај на манифестацији Међународни фестивал фолклора.